# Dharma Ferry VII
Die Dharma Ferry VII ist ein Fährschiff der indonesischen Reederei DLU Ferry. Sie wurde 1993 als Sunflower Satsuma in Dienst gestellt und stand bis 2018 unter japanischer Flagge im Einsatz. Seit 2019 fährt das Schiff zwischen Jawa Timur und Kalimantan Timur.

## Geschichte
Die Sunflower Satsuma entstand unter der Baunummer 964 in der Werft von Mitsubishi Heavy Industries in Shimonoseki und lief am 14. November 1992 vom Stapel. Nach der Ablieferung an die Blue Highway Line (später in Ferry Sunflower umbenannt) am 14. März 1993 nahm sie am 24. März 1993 den Fährdienst zwischen Osaka und Shibushi auf. Im August desselben Jahres folgte mit der Sunflower Kirishima ein geringfügig größeres Schwesterschiff.
1997 wechselte die Sunflower Satsuma auf die Strecke von Tokio (ab August 1997 Ōarai) nach Tomakomai. Seit 1999 stand das Schiff nach einem 1998 erfolgten Umbau wieder zwischen Osaka und Shibushi im Einsatz. Dort verblieb es fast zwanzig Jahre im Fährdienst.
Im Mai 2018 wurde die Sunflower Satsuma nach 25 Dienstjahren von einem gleichnamigen Neubau ersetzt, stand aber für Ferry Sunflower noch bis August 2018 als Sunflower Satsuma 1 zwischen Kōbe und Beppu in Fahrt. Am 2. September 2018 erfolgte die Umbenennung in Dharma Ferry VII und die Überführung nach Indonesien unter der Flagge der Mongolei. Nach Umbauarbeiten erfolgte 2019 die Indienststellung unter indonesischer Flagge zwischen Jawa Timur und Kalimantan Timur.